# 达尼厄
达尼厄（法語：Dagneux，法語發音：[daɲø] ⓘ）是法国东部安省的一个市镇，属于布雷斯地区布尔格区。

## 地理
达尼厄（45°51'6"N, 5°4'5"E）面积6.65 平方千米，位于法国奥弗涅-罗讷-阿尔卑斯大区安省，该省份为法国东部省份，北起汝拉省，西北接索恩-卢瓦尔省，西接罗讷省和里昂大都会，南至伊泽尔省，东与萨瓦省、上萨瓦省和瑞士接壤。
与达尼厄接壤的市镇（或旧市镇、城区）包括：巴朗、拉布瓦斯、布雷索勒、蒙吕埃勒、涅夫罗、皮宰。
达尼厄的时区为UTC+01:00、UTC+02:00（夏令时）。

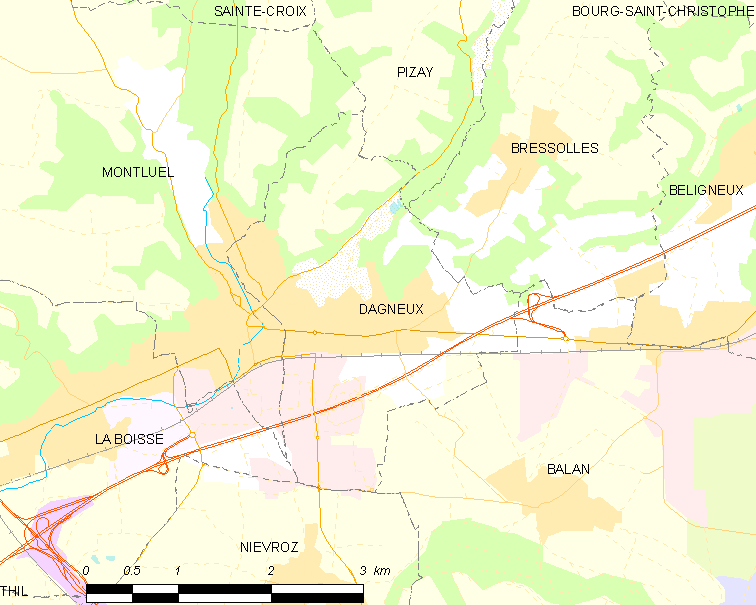
达尼厄的OSM定位图

## 行政
达尼厄的邮政编码为01120，INSEE市镇编码为01142。

## 政治
达尼厄所属的省级选区为梅克西米约县。

## 人口

1962-2008年间达尼厄人口变化图示

达尼厄于2022年1月1日时的人口数量为4741人。